# Demopheles corruptor
Demopheles corruptor är en stekelart som först beskrevs av Taschenberg 1865.  Demopheles corruptor ingår i släktet Demopheles och familjen brokparasitsteklar.

## Underarter
Arten delas in i följande underarter:
- D. c. maturus
- D. c. rufatus
- D. c. atripes